# Sinfonía en fa mayor, KV 19a (Mozart)

Mozart en 1763.

La Sinfonía en fa mayor, K. Anh. 223/19a probablemente fue compuesta por Wolfgang Amadeus Mozart en 1765, cuando el compositor tenía nueve años.

## Historia

### Contexto

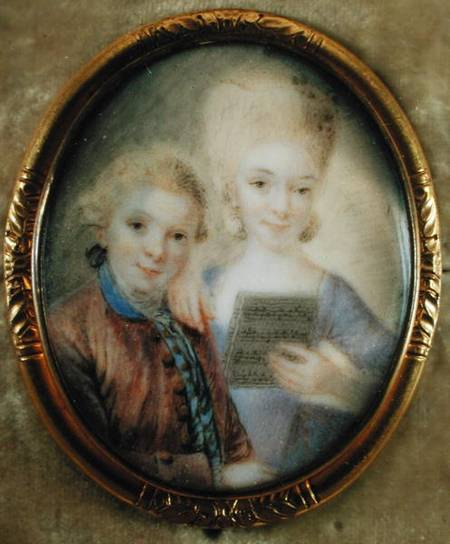
Wolfgang y Nannerl hacia 1763.

La carrera de Mozart como sinfonista había empezado en Londres durante el gran viaje de la familia Mozart por Europa entre junio de 1763 y noviembre de 1766. El padre Leopold Mozart planeó la gira para exhibir a sus prodigiosos hijos, Wolfgang y Nannerl en las principales cortes europeas. En ese tiempo Wolfgang compuso sus primeras obras del género, que tenían una deuda sustancial con las sinfonías de estilo galante italianizante en tres movimientos de Carl Friedrich Abel y Johann Christian Bach; también escuchó las sinfonías de compositores relevantes como Thomas Arne, William Boyce y Giuseppe Sammartini. Posteriormente Leopold y sus hijos pasaron en Viena varios meses de 1768 durante los cuales el joven maestro hizo un esfuerzo consciente por adaptar su estilo sinfónico a los gustos del público vienés, adoptando entre otras cosas la estructura en cuatro movimientos. Una afortunada consecuencia de los largos viajes del compositor en ciernes fue el contacto que le proporcionaron con una generosa muestra representativa de las tradiciones musicales europeas: alemana, británica, francesa e italiana.
El joven compositor y su padre realizaron tres viajes a Italia entre diciembre de 1769 y en mayo de 1773. En este periodo alternó sus visitas con estancias en Salzburgo durante las cuales creó la ópera Mitrídates, rey de Ponto, así como varias sinfonías con apreciable influencia del gusto italiano por la ópera bufa. En 1772 y 1773 el maestro austríaco vivió una etapa de entusiasmo por la escritura sinfónica, produciendo cada año siete nuevas sinfonías (n.º 15 - n.º 27). Después redujo su actividad en este campo y en los dos años siguientes sólo aparecieron tres nuevas piezas del género (n.º 28, 29 y 30). En 1778 realizó un largo y nefasto viaje a Mannheim y a París, durante el cual falleció su madre y su única producción relevante fue la Sinfonía n.º 31 "París". En enero de 1779 regresó a su ciudad natal donde creó otras tres sinfonías (n.º 32, 33 y 34) con las que cierra su etapa en Salzburgo. El casi cuarto de siglo que separa su primera sinfonía de la última -la n.º 41- estuvo marcado por el interés recurrente, si no continuo, del compositor por las posibilidades inherentes a esta forma. Al examinar la cronología de las obras de Mozart, se observa que la composición de sus sinfonías tiende a producirse en grupos espaciados irregularmente, de hasta nueve o diez ejemplos seguidos, en lugar de regular o aisladamente. Lo que esto podría sugerir, al margen de cualquier motivación económica, es que empleó estos periodos específicamente para resolver los problemas y retos de la forma sinfónica.

### Composición
La composición de esta obra, si realmente se trata de una obra del joven Mozart, pudo desarrollarse a principios de 1765 en Londres. La sinfonía estuvo perdida hasta que en 1980 se encontró una copia de la misma transcrita por Leopold Mozart. La página del título establece que fue compuesta por Wolfgang cuando tenía nueve años de edad, es decir, en 1765. Sin embargo, dado que Leopold a menudo afirmaba que su hijo era de menos edad de la que realmente tenía, esta fecha es cuestionable. Antes del descubrimiento solo se conocían los íncipit de la obra, que figuraban en los archivos de Breitkopf & Härtel y en la tercera página de la cubierta de la Sinfonía n.º 4, K. 19. Esta cubierta ha servido previamente como cubierta de esta sinfonía y de una Sinfonía en do mayor, K. 19b, aún perdida. La sinfonía no había sido encontrada todavía cuando se publicó la sexta edición del catálogo Köchel.

### Estreno y publicación
No se sabe con certeza la fecha y el lugar en que se celebró el estreno de la sinfonía.
La primera edición fue llevada a cabo en 1984 por el editor Gerhard Allroggen para la casa Bärenreiter en Kassel, que la publicó bajo la denominación Neue Mozart-Ausgabe, Serie IV, Werkgruppe 11.

## Instrumentación
La partitura está escrita para una orquesta formada por:
- Viento madera: 2 oboes y 1 [fagot].
- Viento metal: 2 trompas en fa.
- Teclado: [clavecín].
- Cuerda: una sección de cuerdas con 2 violines (primero y segundo), viola, violonchelo y contrabajo.

Los oboes permanecen en silencio durante el segundo movimiento. En las orquestas de aquella época era una práctica común emplear el fagot y el clavecín, si estaban presentes en la orquesta, para reforzar la línea del bajo doblando a los violonchelos y los contrabajos o bien como continuo, incluso sin notación separada.

## Estructura y análisis
La sinfonía consta de tres movimientos:
- I. Allegro assai, en fa mayor 4
4
- II. Andante, en si bemol mayor 2
4
- III. Presto, en fa mayor 3
8

La interpretación de esta obra dura aproximadamente entre 10 y 15 minutos. Presenta una notable influencia de Johann Christian Bach.

### I.Allegro assai
El primer movimiento, Allegro assai, está escrito en la tonalidad de fa mayor, en compás de 4/4 y sigue la forma sonata. Se abre con una melodía radiante y amplia en el primer violín, a la que los acordes mantenidos del viento y el trémolo del resto de las cuerdas le confieren un color tonal amplio y expansivo. Este primer tema se desarrolla en ocho compases, divididos en un preludio y postludio de cuatro compases cada uno. El preludio adopta un estilo de fanfarria. La transición al segundo tema (compases 9-18) se compone de dos motivos que emergen de manera desplazada en las cuerdas. El primer motivo tiene un marcado aire de marcha y el segundo es un motivo de lira. Tras unos golpes de acorde en la dominante do mayor y una cesura en forma de silencio de negra, entra el segundo tema en piano (compases 19 y ss.). Se articula siguiendo la fórmula llamada (piano) y respuesta (forte-tutti), se repite y da paso a un pasaje con trémolos en los violines y arpegios en el bajo. El grupo final (compases 31 y ss.) contiene dos motivos con apoyaturas. La exposición concluye en el compás 40 con unos golpes de acorde de do mayor. La segunda parte arranca con el primer tema en la dominante do mayor. El preludio se prolonga aquí a cinco compases y, en lugar del postludio, sigue un pasaje de modulación en trémolo que conduce de nuevo a do mayor con acordes de séptima de dominante pasando por do menor, re mayor, sol menor y fa mayor. Un nuevo motivo aparece en el compás 51 en el primer oboe con carácter ascendente y se retoma a partir del compás 54 en los violines con carácter descendente. Va precedido de una nota repetida en ritmo con puntillo a modo de marcha. El siguiente motivo imitativo, que se corresponde a los compases 9 y ss., está ahora en sol menor, al igual que el "motivo de la lira" que le sigue. En el compás 67 pasa de sol menor a la tónica. El resto del movimiento se corresponde estructuralmente a la exposición. Ambas partes se repiten. 

### II.Andante
El segundo movimiento, Andante, está en si bemol mayor y en compás de 2/4. El movimiento lento está en piano en todo momento y su estructura general es similar a la del movimiento inicial. Predominan las cuerdas mientras las trompas acompañan con acordes mantenidos o breves pinceladas de color. El primer tema se basa en una sencilla figuración de animadas fusas y dos corcheas repetidas. Le acompaña la viola con acordes entrecortados en pizzicato, similares a los de una mandolina, y notas graves contrastantes que le confieren un característico color tonal. Tras la repetición del primer tema, llega el segundo tema (compases 9 y ss.) en la dominante fa mayor, que también tiene un carácter fraseado, pero que se distingue por el acompañamiento murmurante en semicorcheas constantes del segundo violín y la viola. En el grupo final (compases 20 y ss.), sobre el mismo acompañamiento, el primer violín ejecuta un sencillo y cantarín legato descendente sobre el pedal en fa de la trompa y el bajo. La primera parte concluye en el compás 24 y se repite. La segunda parte (compases 25 y ss.) se inicia con el primer tema en la dominante fa mayor, pero la repetición es en sol menor. A partir del compás 33 surge un nuevo motivo lento, también en sol menor con segundas ascendentes y descendentes, que se desarrolla de forma escalonada en los violines o en la viola/bajo para acabar descendiendo hacia el grave (compases 37 ss.). La recapitulación empieza en el compás 40 con el primer tema en la tónica, que es estructuralmente similar a la exposición salvo por la omisión de la repetición del primer tema. 

### III.Presto
El tercer y último movimiento, Presto, retoma la tonalidad inicial y el compás es 3/8. El Finale adopta una forma rondó con la siguiente estructura:
- Sección A o estribillo (compases 1-8): arranca a modo de fanfarria con un alegre ritmo de tresillo seguido de un arpegio de fa mayor y la respuesta es una figuración de semicorcheas, ambos al unísono en las cuerdas. Para Neal Zaslaw este pasaje evoca la música de gaita y sugiere que Mozart quería halagar al público inglés.
- Primera copla (cc. 9-32): está en la dominante do mayor y formada por dos motivos («B y C»). El primero es descendente y luego ascendente, mientras que el segundo es de carácter pendular.
- Estribillo (cc. 33-48): continuación del motivo A en sol menor.
- Segunda copla (cc. 49-64): Es una variante de la primera copla. El motivo B está aquí en sol menor y a partir del compás 57 cambia a fa mayor.
- A partir del compás 64 aparece de forma inesperada el motivo inicial del estribillo, pero se queda estancado en forma de giro cromático alrededor de do (cc. 67-68). Vuelve a empezar y termina en un desplazamiento pendular cromático en torno a do en pianissimo (cc. 71 y ss.). Tras una breve pausa general, el motivo pendular entra en un enérgico forte en tónica. Mozart volvería a recurrir a estos efectos sorpresa más tarde, por ejemplo en los Finales de los Conciertos para violín o en la Sinfonía n.º 29 K. 201.[12]
- Estribillo (cc. 93 y ss.): como al principio, el final del movimiento se desarrolla con una melodía de acordes.
- Se repiten las secciones de los compases 1-8 y 9-104.

## Recepción de la obra
Según Wolfgang Gersthofer, el Allegro assai de esta pieza es «quizá el primer movimiento más convincente del primer grupo sinfónico de Mozart.»
Neal Zaslaw, por su parte, destaca la atmósfera especial del Andante: «A pesar de la estructura sencilla y los temas convencionales, este movimiento desarrolla una sofisticación y un brío sorprendentes para un compositor en su infancia.»